# Water Music
Water Music of Wassermusik (HWV 348, 349, 350) is een van de bekendste composities van Georg Friedrich Händel. Het is een suite van een aantal korte stukken voor orkest. Water Music werd voor het eerst uitgevoerd op 17 juli 1717 tijdens een boottocht van koning George I van Groot-Brittannië op de Theems. 

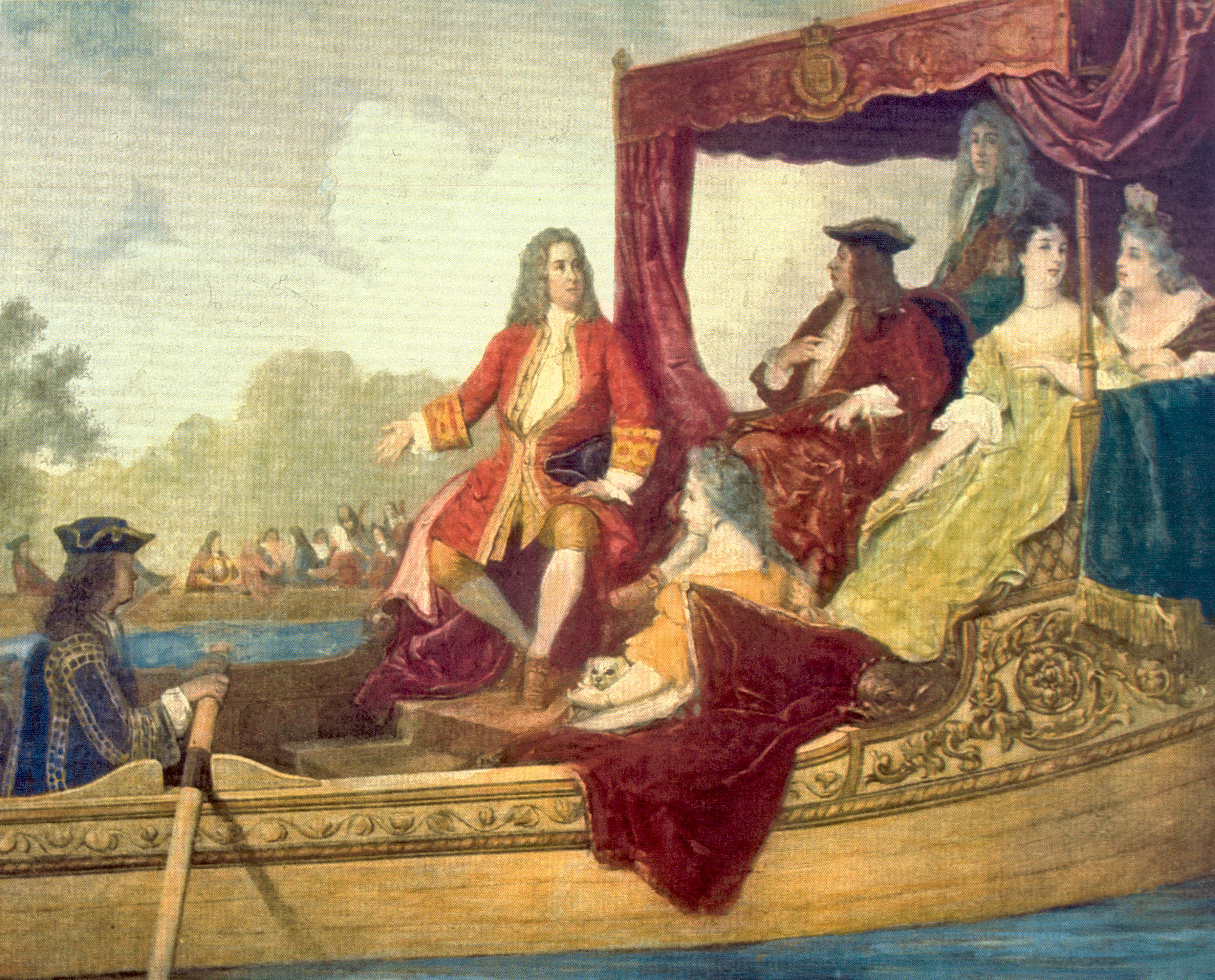
George I en Händel op the Theems - impressie van de eerste opvoering van Water Music door Hamman

## Ontstaan en eerste uitvoering
Water Music werd geschreven voor een feestelijke boottocht van koning George I over de Theems op 17 juli 1717; het evenement was georganiseerd door de opperstalmeester van de koning, baron Kielmansegg. Händel combineerde muziek die hij al rond 1715 voor een eerdere koninklijke boottocht had geschreven met nieuwe stukken die hij speciaal voor deze gelegenheid had gecomponeerd.
Over de eerste uitvoering van Water Music is verslag gedaan in The Daily Courant, het eerste Britse dagblad. De koning en een aantal adellijke personen gingen om acht uur 's avonds aan boord bij het paleis van Whitehall voor een tocht stroomopwaarts naar Chelsea. Op een andere boot bevonden zich vijftig muzikanten. De hele rivier zou vol hebben gelegen met boten en bootjes van mensen die het concert wilden meemaken. Koning George I was zo ingenomen met het werk dat hij het tijdens de tocht naar Chelsea en op de weg terug naar Whitehall nog drie keer liet herhalen.
Volgens de overlevering zou de uitvoering van Water Music de aanleiding zijn geweest voor een verzoening tussen Händel en de koning. Enkele jaren eerder was de relatie tussen beiden bekoeld omdat Händel de dienst van George I, toen nog keurvorst van Hannover, had verlaten om zich in Londen te vestigen. De verzoening tussen George I en de componist had naar alle waarschijnlijkheid echter al in 1714 plaatsgevonden.

## Het werk
Oorspronkelijk is Water Music geschreven voor vijftig muzikanten in een bezetting van dwarsfluit, blokfluit, hobo, fagot, trompet, hoorn, viool en contrabas. Het grote aantal muzikanten was nodig in verband met de uitvoering in de openlucht. Het werk wordt meestal in een kleinere bezetting uitgevoerd.
Water Music bestaat uit drie delen, die elk weer onderverdeeld zijn in kortere delen. Händel maakte gebruik van verschillende Franse en Engelse dansen waaronder volksdansen als de hornpipe (horlepiep) en de meer formele dansen van het hof (menuet). Elk deel begint met een statige ouverture en eindigt met een feestelijk menuet. Het werk is gedeeltelijk gepubliceerd in 1733; in 1743 volgde een versie voor klavecimbel. Pas na het overlijden van Händel werd de suite in zijn geheel uitgegeven. De volgorde waarin Händel zelf de verschillende delen heeft geplaatst is daarom niet honderd procent zeker.
Suite No.1 in F-majeur (HWV 348)
- Ouverture. Largo—Allegro
- Adagio e staccato
- Allegro
- Andante espressivo
- Presto
- Air. Presto
- Minuet
- Bourée. Presto
- Hornpipe
- Allegro moderato

Suite No.2 in D-majeur (HWV 349)
- Ouverture Allegro
- Alla Hornpipe
- Minuet
- Lentement
- Bourée

Suite nr. 3 in G-majeur (HWV 350)
- Allegro
- Rigaudon
- Allegro
- Minuet
- Allegro